# Charles Biederman
Charles Biederman (geboren als Karel Josef Biederman 23. August 1906 in Cleveland, Ohio, USA; gestorben 26. Dezember 2004 in Red Wing (Minnesota), USA) war ein Maler der abstrakten Richtung und Autor von Büchern zur Kunst.

## Leben und Werk
Charles Biederman, Sohn tschechischer Einwanderer, interessierte sich schon früh für die bildende Kunst. Als Jugendlicher schrieb er sich am Cleveland Art Institute ein und besuchte Kurse für Figurenzeichnung und Aquarellmalerei. Bei einer örtlichen Werbeagentur lernte er Layout-Design. Obwohl er kein Abitur gemacht hatte, besuchte er später von 1926 bis 1929 das Art Institute of Chicago. Während seiner Schulzeit begann Biederman verschiedene künstlerische Einflüsse zu erforschen und wurde sofort von europäischen Modernisten des frühen 20. Jahrhunderts wie Picasso, Van Gogh, Seurat und Cézanne angezogen. Besonders Cézanne beeinflusste Biedermans frühen Stil stark, und seine Faszination für den Künstler zeigt sich sowohl in der bildlichen als auch in den schriftlichen Arbeiten, die er während seines gesamten Lebens produzierte. Ohne den Wunsch, seine formale Ausbildung abzuschließen, verließ Biederman schließlich 1929 die Ausbildungsstätte.
1934 verließ Biederman den Mittleren Westen und zog nach New York, um sich in der modernen Kunstszene der Stadt zu etablieren. Während dieser Zeit war Biederman in der Ausstellung „Five American Constructionists“ in den Paul Reinhardt Galleries zu sehen und hatte 1936 seine erste große Einzelausstellung in der Pierre Matisse Gallery. 1936 reiste Biederman nach Paris, wo er mehrere europäische Modernisten traf, darunter Joan Miró, Wassily Kandinsky, Piet Mondrian, Constantin Brancusi, Picasso, Georges Vantongerloo und Hans Arp. Seine Enttäuschung über die Künstler und seine wachsende Unzufriedenheit mit dem Medium Malerei führten ihn 1937 nach New York zurück, wo er für sich blieb und sich weiter perfektionierte. In den späten 1930er Jahren hatte sich Biederman vom traditionellen Medium der Malerei zurückgezogen und arbeitete ausschließlich mit strukturellen Reliefs aus synthetischen Materialien. Bald darauf begann er 1938 bei Alfred Korzybski Semantik zu studieren und wurde inspiriert, zu schreiben, was sich zu einer eigenen Interpretation der Geschichte der westlichen Kunst entwickelte.
1941 zog Biederman nach Chicago, wo er seine spätere Frau Mary Katherine Moore kennen lernte. 1942 ließ er sich auf einer Farm außerhalb von Red Wing in Minnesota nieder, wo er dann bis zu seinem Lebensende lebte. Das Walker Art Center in Minneapolis war 1965 Schauplatz der bahnbrechenden Ausstellung des Künstlers, und das Minneapolis Institute of Art zeigte 1976 eine Retrospektive von Charles Biederman. Beide Ausstellungen trugen dazu bei, seine Arbeiten in den Vereinigten Staaten bekannt zu machen und Biedermans Rolle bei der Entwicklung der amerikanischen abstrakten Malerei im zwanzigsten Jahrhundert zu festigen.

## Publikationen
- 1948 Art as the Evolution of Visual Knowledge
- 1958 The New Cézanne: From Monet to Mondrian
- 1988 Art, Science, Reality;
- 1992 The Dehumanization and Denaturalization of Modern Art, which follows such artistic movements as Symbolism, Surrealism and Neoplasticism
- 1993 Nature and Art Anew; eine Zusammenstellung von Notizen von 1959 bis 1990
- 1994 The End of Modernism, Figurative or Abstract; eine Zusammenstellung ausgewählter Zeitschriftenbeiträge von 1983 bis 1992
- 1998 Visual Art Humanifies the Sciences (1998)
- 1999 Kreativität und Naturwissenschaft; ein Briefwechsel mit dem Physiker David Bohm
- 2000 The Visual Millennium: Leonardo to Cézanne

## Auszeichnungen
- 1962 Sikkens Award, Amsterdam
- 1964 Ford Foundation
- 1966 National Council on the Arts
- 1966 Walker Biennial Donors Award
- 1969 Minnesota State Arts Council